# Ayang-ni
Ayang-ni är en ort i Nordkorea.   Den ligger i provinsen Södra Hwanghae, i den sydvästra delen av landet, 90 km söder om huvudstaden Pyongyang. Ayang-ni ligger 107 meter över havet och antalet invånare är 16 104.
Terrängen runt Ayang-ni är kuperad norrut, men söderut är den platt. Runt Ayang-ni är det ganska tätbefolkat, med 179 invånare per kvadratkilometer. Det finns inga andra samhällen i närheten. Omgivningarna runt Ayang-ni är en mosaik av jordbruksmark och naturlig växtlighet.